# Thomas Dorfmüller
Thomas Dorfmüller (* 23. September 1928 in Berlin; † 24. Juni 2008) war ein deutscher Chemiker (Physikalische Chemie).
Dorfmüller emigrierte 1933 aus Deutschland, zuerst nach Spanien, dann nach Griechenland. Er studierte Physik an der Aristoteles-Universität Thessaloniki. 1965 wurde er an der Universität Bonn promoviert (Dissertation: Selbstdiffusion im flüssigen Ammoniak) und 1971 habilitierte er sich an der Universität Hannover. 1973 wurde er Professor für Physikalische Chemie an der Universität Bielefeld und war maßgeblich am Aufbau der 1975 gegründeten Chemiefakultät der Universität beteiligt und war zeitweise deren Dekan. 1979 bis 1983 war er Prorektor für Forschung und wissenschaftlichen Nachwuchs.
Dorfmüller befasste sich mit Struktur und molekularer Beweglichkeit von Flüssigkeiten, Spektroskopien (Infrarot, Raman, Streulicht, Fluoreszenz) und Molekulardynamik (Computersimulation).
Er lebte zuletzt in Griechenland (Afroditis, Kalamaria).

## Schriften (Auswahl)
- Makromolekulare und Supramolekulare Systeme, in: Bergmann-Schaefer Lehrbuch der Experimentalphysik, Band 5, De Gruyter 2006
- Herausgeber mit G. Williams: Molecular dynamics and relaxation phenomena in glasses, Proceedings of a workshop, held at the Zentrum für Interdisziplinäre Forschung, Univ. Bielefeld, Bielefeld, FRG, November 11 - 13, 1985, Lecture Notes in Physics, Springer 1987

Er war einer der Bearbeiter (mit Klaus Stierstadt und Wilhelm T. Hering) von Band 1 des Lehrbuchs der Experimentalphysik (Bergmann-Schaefer, Mechanik-, Akustik-, Wärmelehre) in der 11. Auflage (1998).